# Tan Song Hwa
Tan Song Hwa (chinesisch 陳雙華 / 陈双华, Pinyin Chén Shuānghuá; * 28. Juli 1986) ist eine ehemalige malaysische Leichtathletin, die sich auf den Hammerwurf spezialisiert hat.

## Sportliche Laufbahn
Erste internationale Erfahrungen sammelte Tan Song Hwa im Jahr 2005, als sie bei den Asienmeisterschaften im südkoreanischen Incheon mit einer Weite von 49,01 m den achten Platz belegte. 2009 erreichte sie bei den Asienmeisterschaften in Guangzhou mit 54,19 m Rang sechs und siegte anschließend bei den Südostasienspielen in Vientiane mit 56,41 m. 2011 stellte sie in Szombathely mit 58,71 m einen neuen Landesrekord auf und wurde anschließend bei den Asienmeisterschaften in Kōbe mit 54,44 m Fünfte. Daraufhin schied sie bei der Sommer-Universiade in Shenzhen mit 56,92 m in der Qualifikation aus und verteidigte bei den Südostasienspielen in Palembang mit 55,15 m ihren Titel. 2012 beendete sie in Sri Manjung im Alter von 26 Jahren ihre aktive Karriere.